# Lobelia gilgii
Lobelia gilgii är en klockväxtart som beskrevs av Adolf Engler. Lobelia gilgii ingår i släktet lobelior, och familjen klockväxter. Inga underarter finns listade i Catalogue of Life.